# Moto (fisica)

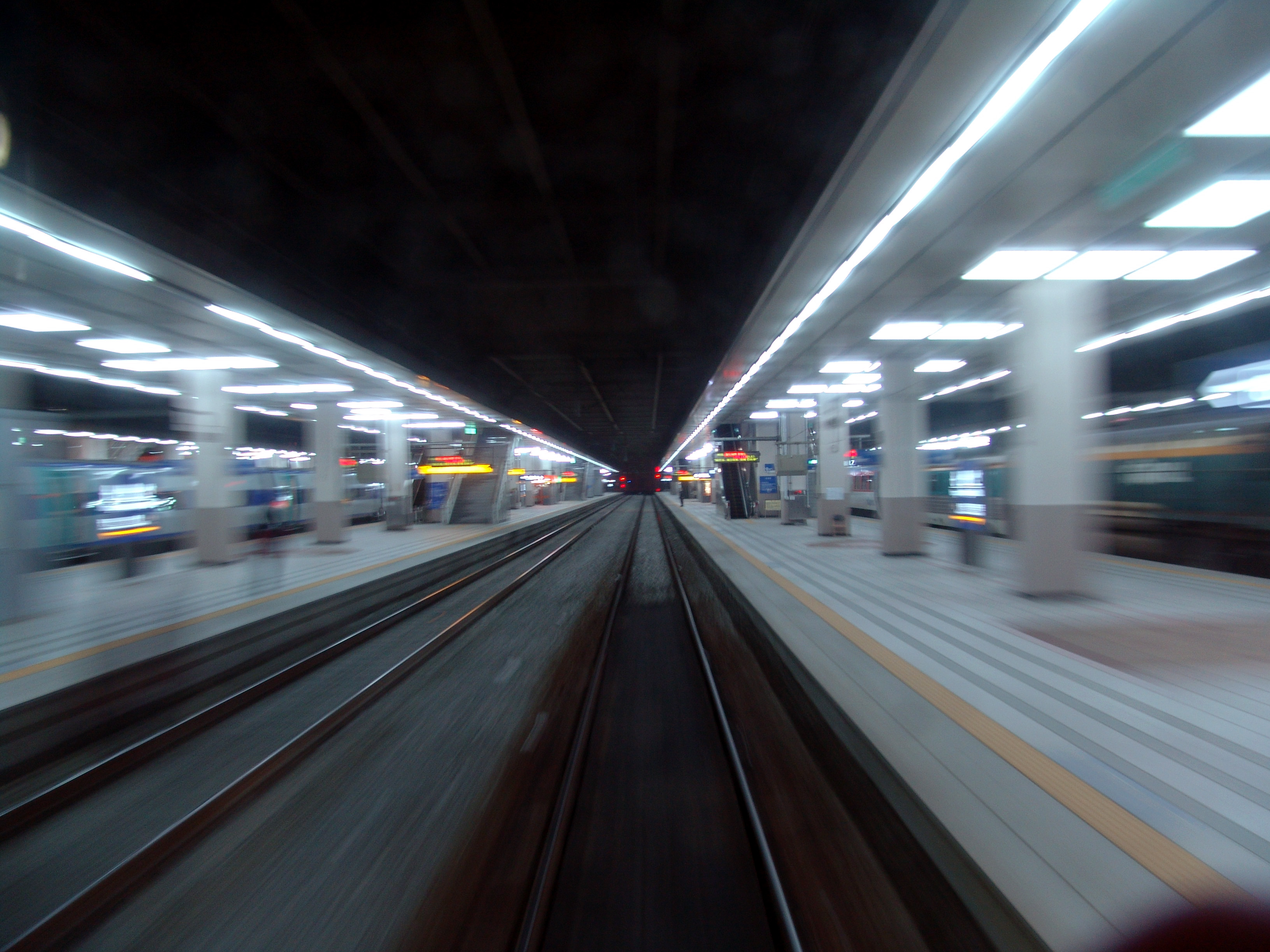
Stazione ferroviaria di Yongsan

In fisica il moto è il cambiamento di posizione di un corpo in funzione del tempo, misurato da uno specifico osservatore in un determinato sistema di riferimento. Fino al XIX secolo, le leggi di Newton, incluse tra gli assiomi e i postulati del famoso Philosophiae Naturalis Principia Mathematica, erano alla base di quella parte della meccanica classica nota come "cinematica". Lo studio del moto a partire dalle cause che lo generano ovvero le forze è noto invece come "dinamica". 

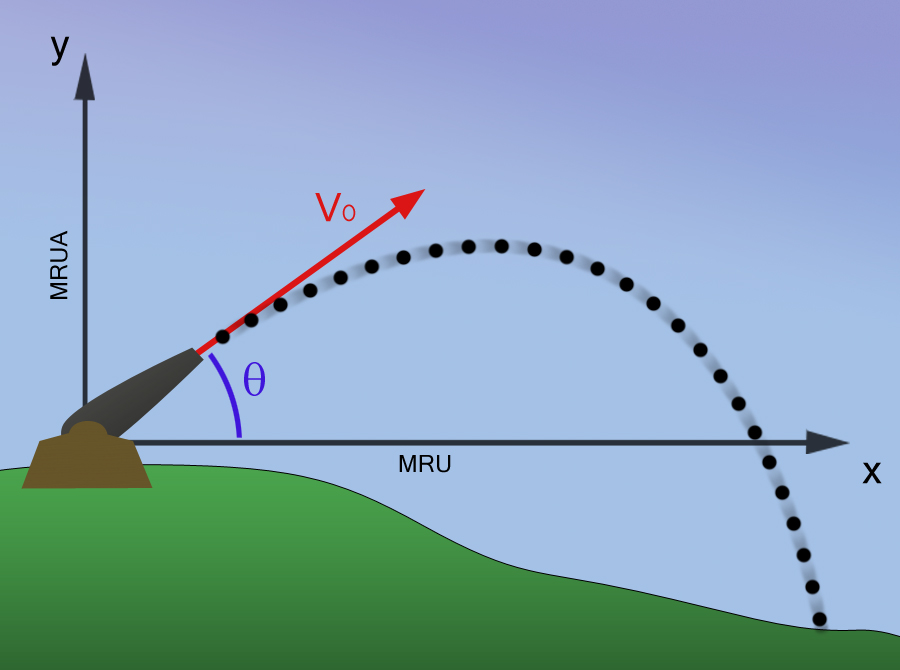
Esempio di traiettoria balistica

Storicamente il problema del moto è stato dunque il primo problema affrontato dalla fisica, direttamente applicato al moto dei corpi celesti con la meccanica celeste nell'ambito della rivoluzione scientifica. I calcoli delle traiettorie e delle forze esercitate dai corpi in moto basati sulle leggi newtoniane e delle fisica classica, si dimostrarono efficaci fintanto che i fisici non si occuparono di fenomeni molto rapidi, come quelli della fisica atomica agli inizi del XX secolo.

## Tipologie di moto

Moto circolare

Moto elicoidale uniforme

Esistono vari tipi di moto in base alla forma del percorso seguito da un corpo durante il suo moto nello spazio, ad esempio: rettilineo, curvilineo, circolare, parabolico ed ellittico. Tali forme sono dette "traiettorie".
Tra i moti della fisica classica, si ricordano:
- Moto piano
- Moto vario
- Moto rettilineo
  - Moto rettilineo uniforme
  - Moto rettilineo alternato
  - Moto rettilineo uniformemente accelerato
- Moto uniformemente accelerato
- Moto parabolico
- Moto circolare
  - Moto circolare uniforme
- Moto perpetuo
- Moto armonico
- Moto elicoidale uniforme

Tra i moti della fisica atomica e subatomica e dell'astrofisica, si ricordano:
- Moto browniano
  - Moto browniano geometrico
- Moto proprio
- Moto retrogrado
- Moto di rivoluzione

## Principio di indipendenza dei moti simultanei
Nello studio del moto di un corpo particolarmente utile risulta il cosiddetto "Principio di indipendenza dei moti simultanei" il quale afferma che "il moto di un corpo lungo una certa traiettoria nello spazio è la risultante ovvero la composizione di singoli moti ciascuno lungo le direzioni degli assi cartesiani nello spazio".
Grazie all'applicazione di tale principio, le traiettorie più complesse (ad esempio: traiettorie tridimensionali) possono essere descritte come composizione di singoli moti.